# Model psychobiograficzny
Model psychobiograficzny – model terapeutyczny, forma holistycznego oddziaływania na seniorów pozostających we wszystkich stadiach demencji, stworzony przez austriackiego profesora nauk o zdrowiu – Erwina Böhma. 

## Geneza
Model wywiedziony jest zasadniczo z prac Carla Junga, Ericha Fromma i Alfreda Adlera, a oparty dodatkowo na długoletniej praktyce terapeutycznej autora, który od 1963 był dyplomowanym opiekunem pacjentów gerontopsychiatrycznych i wielokrotnie krytykował opiekę senioralną polegającą jedynie na karmieniu, przewijaniu i myciu pacjentów (jeśli człowiek nie ma motywacji do życia, to nie ma też chęci do jedzenia, mycia się i ubierania). Powoduje to, że model łączy w sobie w harmonijny sposób rozważania teoretyczne i praktykę. Obecnie jest szeroko stosowany na świecie, a zwłaszcza w obszarze niemieckojęzycznym.

## Metodyka

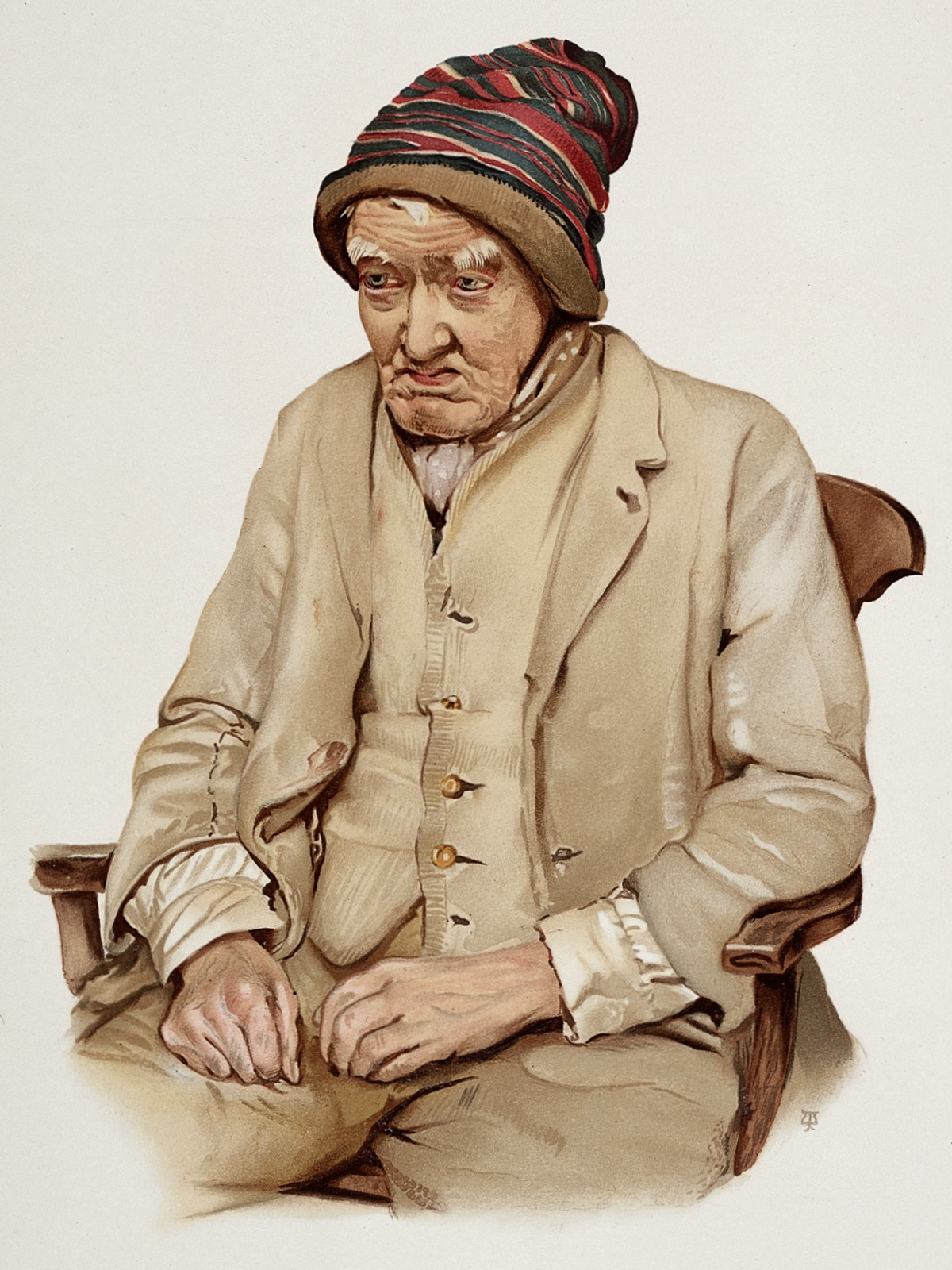
Starszy człowiek z demencją

Według autora człowiek przez początkowe 25–30 lat życia przechodzi okres formowania (Prägungszeit), w którym uzyskuje coś, co nazwać można normalnością dla danej jednostki. W miarę upływu lat i starzenia się człowieka doświadczenia z okresu formowania nabierają dlań coraz większego znaczenia. Odgrywa to kluczową rolę dla opiekuna człowieka starszego, ponieważ chcąc zrozumieć i dotrzeć do seniora ogarniętego demencją powinien on ustalić co kształtowało tę osobę w okresie dzieciństwa, młodości i wczesnej dorosłości. Wymaga to szczegółowego zapoznania się z biografią seniora, przy czym bardzo ważne jest chronologiczne ułożenie wydarzeń kluczowych dla jego życia (przeżyte emocje, kryzysy, sposób reagowania na te wydarzenia, kryteria definiowania sukcesu życiowego oraz szczęścia, a także styl interakcji w życiu rodzinnym – rodziny pochodzenia i rodziny założonej). Obraz powstały w drodze tych dociekań Böhm nazwał psychobiografią. Zawarł w niej takie składowe jak: stories (przeżyte historie i sytuacje), coping (strategie radzenia sobie i postępowania), a także wzorce zachowań życiowych. Autor koncepcji uważa, że osoby starsze z otępieniem, do rozwiązywania obecnych problemów stosują wzorce i strategie z przeszłości, ponieważ aktywowana jest u nich pamięć długotrwała. W związku z tym zachowania osób z demencją nie powinny być postrzegane wyłącznie jako objawy chorobowe, ale też jako zachowania silnie umocowane w biografii danego człowieka. Kierując doń trafne impulsy wypływające z biografii tej osoby, dokonać można według Böhma ożywienia ducha (Seele) starszej osoby, co jest głównym celem metody.
Na potrzeby modelu Böhm dokonał podziału psychiki ludzkiej na noopsychikę (sfera rozumowa, intelektualna, umysłowa) i tymopsychikę (sfera pragnień, temperamentu i afektu). Synergia noopsychiki i tymopsychiki tworzyć ma ludzkiego ducha (Seele), którego reaktywowanie jest celem modelu psychobiograficznego. W początkowej fazie życia kontakt ludzki ze światem zdominowany jest przez tymopsychikę, a w miarę upływu czasu na plan pierwszy wysuwa się noopsychika. Narastająca demencja w późniejszych latach ponownie uruchamia tymopsychikę, jako pierwszoplanową. Regresji ulegają takie funkcje jak: logiczne myślenie, pamięć, orientacja czasoprzestrzenna, dostrzeganie związków przyczynowo-skutkowych, czy podzielność uwagi. Seniorzy, napotykając trudności i problemy, coraz częściej sięgają do okresu formowania, jako rezerwuaru metod i doświadczeń życiowych. To te czynniki wpływają na ich zachowania. Im głębsza staje się demencja, tym umiejętności kognitywne ulegają redukcji. Emocje natomiast nie są wygaszane aż do śmierci człowieka. Z czasem sfera tymopsychiczna niepodzielnie dominuje zachowania starszego człowieka.

## Siedem stopni interakcyjnych
Aby dotrzeć do człowieka z tego rodzaju schorzeniem konieczne jest posłużenie się odpowiednimi strategiami osadzonymi w biografii, określonymi przez autora koncepcji jako siedem stopni interakcyjnych (także: siedem stopni osiągania seniora z demencją). Owa skala nootymopsychiczna służy do określenia zakresu możliwości kontaktu z seniorem z demencją. Każdy ze stopni odpowiada zakresowi wiekowemu życia człowieka, któremu odpowiadają obecne kompetencje danego seniora:
- stopień pierwszy: socjalizacja – odpowiada wiekowi dorosłemu, możliwa normalna rozmowa, wspomnienia, upośledzona jest nieco pamięć krótkotrwała, zdolności kojarzeniowe i podzielność uwagi,
- stopień drugi: interakcyjny – odpowiada wczesnej dorosłości, charakteryzuje się młodzieńczym humorem, choć ograniczeniu ulega zasób słownictwa i pewne umiejętności kognitywne, stosuje się dużo śmiechu, żartów, piosenek, wspomnień i gwary z miejsca dorastania seniora,
- stopień trzeci: podstawowe potrzeby duchowe i społeczne – odpowiada wiekowi 12–16 lat, pierwsze znaczące zaburzenia zachowania, dysfunkcje kognitywne, trening orientacji w czasoprzestrzeni przestaje być zasadny, kontakt werbalny ogranicza się, rozumienie się z opiekunem na zasadzie odwołań do biografii, konieczne precyzyjne odczytywanie potrzeb emocjonalnych i duchowych pod rygorem pogorszenia się stanu seniora, możliwe nie przeciążające sygnały aktywizacyjne,
- stopień czwarty: czynniki formujące – odpowiada wiekowi 6–12 lat, silna potrzeba spełniania rytuałów i powtarzalnych zachowań, zwłaszcza w sytuacjach stresowych i konfliktowych, bardzo ważne jest zapewnienie poczucia bezpieczeństwa, odwołania do czynników formujących z biografii,
- stopień piąty: popędy – odpowiada wiekowi 3-6 lat, daleko posunięta niesamodzielność, elementy aktywizacyjne często łączone z obsługą pielęgnacyjną, senior jednak nadal jest zdolny do reakcji, zwłaszcza przy stymulacji sensorycznej, konieczna życzliwość, co ma wpływ na dobrostan emocjonalny,
- stopień szósty: intuicja – odpowiada wiekowi 1–3 lata, senior nie jest w stanie zinterpretować otaczającego go świata w oparciu o komponenty poznawcze, kieruje się intuicją (jak niemowlę), do kontaktu wykorzystuje się baśnie, bajki, opowiastki, wiersze i piosenki, jak również elementy z życia religijnego (krzyż, modlitewnik, różaniec),
- stopień siódmy: komunikacja pierwotna – odpowiednik niemowlęctwa, senior nie wstaje, przyjmuje pozycję embrionalną, nie przejawia żadnego zainteresowania otoczeniem, konieczne jest oddziaływanie na sferę cielesności, głównie bodźcami dotykowymi, stymulacją polisensoryczną, co poprawia u podopiecznego świadomość własnego ciała – możliwość komunikacji na poziomie pierwotnym (bodziec – reakcja)[1].

## Skutki
Odpowiednio przeprowadzona praca terapeutyczna skutkuje u seniora bilansem biograficznym, pozytywną oceną osiągnięć życiowych, zadowoleniem z życia, a zatem również dobrym postrzeganiem teraźniejszości. Kompleksowe spojrzenie na przeżyte lata, podsumowanie osiągnięć, rozwiązanych problemów i sukcesów sprawia, że starsza osoba nabiera wiary w swoje kompetencje, które jeszcze ma. Nie uważa też swojego życia za bezpowrotnie stracone.
Metodę Böhma uznać można za formę działania edukacyjnego w podeszłym wieku, a więc za działalność geragogiczną. Stymuluje ona pamięć, logikę w myśleniu, refleksję, motywuje do akceptacji przeszłości, jak również do tworzenia planów, przynajmniej na dzień bieżący, czy następny. Zwornikiem koncepcji jest praca nad biografią. Innowacyjność metody polega na tym, że praca prowadzona jest z seniorami demencyjnymi i umożliwia dostęp do nich (w różnym zakresie) praktycznie aż do śmierci, niezależnie od stopnia otępienia. Wzbudza odpowiednimi metodami pierwotne, dawne ja osoby starszej i reaktywuje jego ducha. Właśnie pojęcie ducha i jego reaktywacji (ożywienia) jest unikalne dla modelu psychobiograficznego. 

## Etapy realizacji
Etapy realizacji modelu psychobiograficznego:
- gromadzenie danych biograficznych o konkretnej osobie,
- interpretacja zgromadzonego materiału (przy mocno utrudnionym kontakcie interpretacja ma charakter hipotezy),
- określenie stopnia interakcyjnego na którym pozostaje dany senior,
- zastosowanie odpowiedniej formy kontaktów (interakcji)[1].

Model pracy nad biografią podopiecznego podzielić można na trzy grupy metodyczne:
- metoda orientowana na komunikację (rozmowa np. o podróżach, uroczystościach, itp.),
- metoda orientowana na aktywność (np. wycieczki, wspólne gotowanie),
- metoda orientowana na tworzenie dokumentów (np. tworzenie artykułu biograficznego, czy książki)[4].